# 1969 рік у науковій фантастиці
1969 рік у науковій фантастиці ознаменувався цілою низкою подій. Були:

## Вперше видані науково-фантастичні книги

### Вперше опубліковані романи
1. Ларрі Таунсенд[en] «2069-й рік» (англ. «2069») (США)[1]
2. Володимир Набоков «Ада, або Ардор: Сімейна хроніка» (англ. Ada or Ardor: A Family Chronicle)
3. Герберт Розендорфер «Архітектор руїн» (нім. «Der Ruinenbaumeister») (ФРН)[2]
4. Курт Воннегут «Бійня номер п'ять, або хрестовий похід дітей: обов'язковий танок зі смертю» (англ. « Slaughterhouse-Five or The Children's Crusade: A Duty-Dance with Death»)  (США)[3]
5. Браєн Олдіс «Босоніж в голові» (англ. «Barefoot in the Head»)  (Англія)[4]
6. Мартін Кейдін «Будь-коли будь-де» (англ. «Anytime, Anywhere») (США)[5]
7. Аріадна Громова та Рафаїл Нудельман «В інституті часу йде розслідування» (рос. «В Институте Времени идёт расследование»)** (Російська РФСР)[6].
8. Гаррі Гаррісон «В наших руках зірки» (англ. «In Our Hands, the Stars»)**  (США), (Ірландія)[7].
9. Любен Ділов «Вага скафандру» (болг. «Тежестта на скафандъра»), (Болгарія)[8][9]
10. Роберт Сілверберг «Вгору, за лінією[en]» (англ. «Up the Line»)  (США)[10]
11. Філіп Хосе Фармер «Вибух, або нотатки серед руїн моєї свідомості» (англ. «Blown, or Sketches Among the Ruins of My Mind») (США)[11]
12. Кеннет Балмер[en] «Виразкова культура» (англ. «The Ulcer Culture») (Англія)[12]
13. Луціано Б'як'ярді[it] «Відкритий вогонь» (італ. «Aprire il fuoco») (Італія)[13]
14. Томас М. Діш «В'язень» (англ. «The Prisoner») (Англія, видано в США)[14]
15. К. К. Мак-Епп[en] «В'язні неба» (англ. «Prisoners of the Sky») (США)[15]
16. Леслі Пурнелл Дейвіс[en] «Генезис два[it]» (англ. «Genesis Two») (Англія)[16]
17. Енджела Картер «Герої та лиходії[en]» (англ. «Heroes and Villains»)  (Англія)[17]
18. Гордон Р. Діксон «Година орди» (англ. «Hour of the Horde»)**  (США)[18].
19. Джон Бойд «Гульвіси небес» (англ. «The Rakehells of Heaven») (США)[19]
20. Філіп Дік «Ґалактичний гончар» (англ. «Galactic Pot-Healer»)  (США)[20]
21. Майкл Кьорленд[en] «Дівчина-єдиноріжка[en]» (англ. «The Unicorn Girl) (США)[21]
22. Джек Венс «Дірдір[en]» (англ. «The Dirdir»), (США)[22]
23. Френк Белкнеп Лон «До Темної вежі» (англ. «To the Dark Tower») (США)[23]
24. Роберт Сілверберг «Додолу, до Землі» (англ. «Downward to the Earth»)  (США)[24]
25. Роджер Зелазні «Долина прокльонів» (англ. «Damnation Alley»)*,  (США)[25]
26. Джек Венс «Емфіріо[en]» (англ. «Emphyrio»), (США)[26]
27. Фредерик Пол «Епоха нерішучості» (англ. «The Age of the Pussyfoot»), (США)[27]
28. Роберт Сілверберг «Жити знову[en]» (англ. «To Live Again»)  (США)[28]
29. Рекс Ґордон[en] «Жовта фракція» (англ. «The Yellow Fraction ») (Англія)[29]
30. Нормен Спінред «Жук Джек Беррон» (англ. «Bug Jack Barron»)  (США)[30]
31. Марк С. Джестон З пащі дракона" (англ. «Out of the Mouth of the Dragon») (США)[31]
32. Роберт Сілверберг «За мільярд років» (англ. «Across a Billion Years»)  (США)[32]
33. Джон Браннер «Зазублена орбіта» (англ. «The Jagged Orbit», 1969)  (Англія)[33]
34. Недялка Міхова (болг. Недялка Михова) «Зірки наближаються» (болг. «Звездите идват по-близо»), (Болгарія)[34]
35. Мартін Кейдін «Змова Менделова» (англ. «The Mendelov Conspiracy») (США)[35]
36. Петр Стипов[bg] «Золотий астероїд» (болг. «Златният астероид»), (Болгарія)[36]
37. Кеннет Балмер[en] «Зоряні солдати удачі» (англ. «The Star Venturers») (Англія)[37]
38. Едвін Чарльз Табб[en] «Іграшкова людина» (англ. «Toyman») (Англія)[38]
39. Жозефін Сакстон «Ієрос Гамос Сема та Ен Сміта» (англ. «The Hieros Gamos of Sam and An Smith») (США[39]
40. Б. Р. Брюсс[fr] «Кажи, роботе!» (фр. «Parle, robot!») (Франція)[40]
41. Едвін Чарльз Табб[en] «Калін» (англ. «Kalin ») (Англія)[41]
42. Лі Гоффмен[en] «Карстові печери» (англ. «The Caves of Karst») (США)[42]
43. Б. Р. Брюсс[fr] «Кентаврі — божевільні!» (фр. «Les Centauriens sont fous») (Франція)[43]
44. Жюст ван Брюссель[nl] «Кільце» (нід. «De ring») (Бельгія)[44]
45. Жан-Марі Ґюстав Ле Клезльо «Книга польотів[fr]» (фр. «Le Livre des fuitese») (Франція)[45]
46. Гордон Р. Діксон «Космічна лапа» (англ. «Spacepaw»), (США)[46]
47. Роберт Сілверберг «Крила ночі» (англ. «Nightwings»)*  (США)[47]
48. Пітер Тейт[de] «Крісло для роздумів» (англ. «The Thinking Seat») (Уельс)[48]
49. Урсула Ле Ґуїн «Ліва рука темряви» (англ. «The Left Hand of Darkness»)  (США)[49]
50. Джек Вільямсон та Фредерик Пол «Лукава зоря» (англ. «Rogue Star»), (США)[50]
51. Маргарет Сент-Клер «Люди-тіні» (англ. «Margaret St. Clair») (США)[51]
52. Роберт Сілверберг «Людина в лабіринті» (англ. «The Man in the Maze»)  (США)[52]
53. Жан-П'єр Андревон «Людино-машино проти Ґандахару[fr]» (фр. «Les Hommes-machines contre Gandahar») (Франція)[53]
54. Пірс Ентоні «Макроскоп» (англ. «Macroscope»), (США)[54]
55. Френк Герберт «Месія Дюни» (англ. «Dune Messiah») , (США)[55]
56. Рю Місуце Меч невігластва" (англ. «寛永無明剣») (США)[56]
57. Доріс Лессін «Місто з чотирма брамами[en]» (англ. «The Four-Gated City»), (Англія)[57]
58. Мішель Трембле «Місто у яйці» (фр. «La Cité dans l'œuf») (Канада)[58]
59. Едмунд Купер[en] «Морський коник у небі» (англ. «Sea-Horse in the Sky») (Англія)[59]
60. Роберт Сілверберг «Нагору, за лінією[en]» (англ. «Across a Billion Years»)  (США)[60]
61. Брати Стругацькі «Населений острів» (рос. «Обитаемый остров»)** (Російська РФСР)[61].
62. Любен Ділов «Незавершений роман однієї студентки» (болг. «Незавършеният роман на една студентка»), (Болгарія)[62]
63. Андре Нортон «На штемпелі — зірки» (англ. «Postmarked the Stars») (США)[63]
64. Кейт Вільгельм «Нехай вогонь впаде» (англ. «Let the Fire Fall»), (США)[64]
65. Андерс Боделсен (дан. Anders Bodelsen) «Нижче точки замерзання» (дан. Frysepunktet) (Данія)[65]
66. Кіт Рід «Озброєні табори» (англ. «Armed Camps») (США)[66]
67. Джон Бойд «Опилювачі Едему» (англ. «The Pollinators of Eden», 1969) (США)[67]
68. Курт Штайнер[fr] «Ортоґ і темрява» (фр. «Ortog et les ténèbres») (Франція)[68]
69. Роджер Зелазні «Острів мертвих» (англ. «Isle of the Dead»),  (США)[69]
70. Аврам Дейвідсон «Острів під землею[nl]» (англ. «The Island Under the Earth») (США)[70]
71. Майкл Муркок «Ось людина» (англ. «Behold the Man»)  (Англія)
72. Дейвід Ґай Комптон «Палац» (англ. «The Palace») (Англія)[71]
73. Боб Шоу «Палац вічності» (англ. «The Palace of Eternity»)  (Північна Ірландія, видано в Англії)[72]
74. Монік Віттіг «Партизани» (фр. «Les Guérillères») (Франція)[73]
75. Джон Крістофер «Печери лотосу» (англ. «The Lotus Caves»)  (Англія)[74]
76. Єжи Єсеновський[pl] «По той бік неба» (пол. «Z drugiej strony nieba»)  (Польща)[75]
77. Пол Андерсон «Повсталі світи» (англ. «The Rebel Worlds»), (США)[76]
78. Джон Браннер «Подвоюйся, подвоюйся» (англ. «Double, Double») (Англія, видано в США)[77]
79. Аєн Воллес «Подорож до зірки смерті: таємний круїз простою» (англ. «Deathstar Voyage: A Downtime Mystery Cruise) (США)[78]
80. Гаррі Гаррісон «Полонений всесвіт» (англ. «Captive Universe»),  (США)[79]
81. Г'ю Волтерс[en] «Поряд з Нептуном[en]» (англ. «Nearly Neptune») (Англія)[80]
82. Фріц Лайбер «Привид блукає Техасом» (англ. «A Specter Is Haunting Texas) (США)[81]
83. Фред Гойл «Ракети до Великого Воза» (англ. « Rockets in Ursa Major»)  (Англія)[82]
84. Андре Нортон «На штемпелі — зірки» (англ. «Postmarked the Stars») (США)[83]
85. Енн Маккефрі «Рішення на Дуні» (англ. «Decision at Doona»), (США)[84]
86. Олексій Паншин «Світ масок» (англ. «Masque World») (США)[85]
87. Пол Андерсон «Світ сатани» (англ. «Satan's World»), (США)[86]
88. Александер Крьоґер[de] «Семеро впало з небес» (нім. «Sieben fielen vom Himmel») (НДР[87]
89. Альфред Е. ван Вогт «Сілкі» (англ. «The Silkie»), (США)[88]
90. Джек Венс «Слуги Ванкха[en]» англ. «Слуги Ванкха») (США)
91. Джон Браннер «Совок часу» (англ. «Timescoop»), (Англія)[89]
92. Роджер Желязни «Створіння світла, створіння темряви» (англ. «Creatures of Light and Darkness») (США)[90]
93. Тед Вайт[en] «Такого часу, як завтра, не буде» (англ. «No Time Like Tomorrow») (США)[91]
94. Боб Шоу «Тінь небес» (англ. «Shadow of Heaven»)  (Північна Ірландія, видано в Англії)[92]
95. Еміль Петайя «Тенета космосу» (англ. «The Nets of Space») (США)[93].
96. Френк Белкнеп Лон «Три обличчя часу» (англ. «The Three Faces of Time») (США)[94]
97. Кіт Ломер «Тривалі сутінки» (англ. «The Long Twilight»)  (США)[95]
98. Роберт Сілверберг «Троє вижило» (англ. «Three Survived»)  (США)[96]
99. Філіп Дік «Убік» (англ. «Ubik»)  (США)[97]
100. Колін Вілсон «Філософський камінь[en]» (англ. «The Philosopher's Stone»), (Англія)[98]
101. Джон Браннер «Часи без числа» (англ. «Times Without Number»), (Англія)*[99]
102. Р. А. Лафферті «Четверті притулки» (англ. «Fourth Mansions»),  (США)[100]
103. Крістофер Сташефф[en] «Чорнокнижник проти волі[en]» (англ. «The Warlock in Spite of Himself») (США)[101]
104. Еміль Петайя «Шлях поза зірками» (англ. «The Path Beyond the Stars») (США)[102].
105. Адольфо Бйой Касарес «Щоденник війни зі свиньми[es]» (ісп. «Diario de la guerra del cerdo»)
106. Майкл Крайтон «Штам „Андроме́да“» (англ. The Andromeda Strain),  (США)[103]

- Романи, що раніше видавалися, проте видані вперше у відповідному форматі, варіанті редакції та відповідного розміру.
  - Романи, видані у журнальному вигляді

### Вперше видані авторські збірки творів короткої та середньої форми
1. Фред Гойл «79-й елемент[en]» (англ. «Element 79»)  (Англія)
2. Джек Венс «Вісім фантазмів та магій[en]» (англ. «Eight Fantasms and Magics»)  (США)[104]
3. Конрад Фіалковський «Волокно Клаперіуса» (пол. «Włókno Claperiusa») (Польща).[105][106].
4. Гарлан Еллісон «Звір, який вигукував "Кохаю" у серці світу[en]» (англ. «The Beast that Shouted Love at the Heart of the World»)  (США)
5. Філіп К. Дік «Машина збереження[en]» (англ. «The Preserving Machine»)  (США)
6. Майкл Муркок «Мешканець часу[en]» (англ. «The The Time Dweller»)  (Англія)
7. Айзек Азімов «Настання ночі та інші історії» (англ. «Nightfall and Other Stories»)  (США)[107]
8. Хол Клемент «Невеликі зміни» (англ. «Small Changes»)  (США)
9. Лін Картер «По той бік від брами сну» (англ. «Beyond the Gates of Dream»)  (США)
10. Пол Андерсон «Сім завоювань: пригода в науковій фантастиці» (англ. «Seven Conquests: An Adventure in Science Fiction»)  (США)[108].
11. Джозеф Л. Ґрін[en] «Справа з генієм» (англ. «An Affair with Genius»)  (США)[109]
12. Юрій Нагибін «Чуже серце» (рос. «Чужое сердце»)  (Російська РФСР)[110].
13. Рей Бредбері «Я співаю «Тіло електричне»[en]» (англ. «I Sing the Body Electric»)  (США)[111]

#### Вперше видані авторські збірки пов'язаних творів короткої та середньої форми
1. Джеймс Баллард «Виставка звірства[en]» (англ. «The Atrocity Exhibition») (Англія, видано у Німеччині як (нім. «The Atrocity Exhibition»))[112].
2. Енн Маккефрі «Корабель, що співав» (пол. «The Ship Who Sang») (США)

### Вперше видані колективні антології
1. «Золота доба передчуття Румунії[ro]» (рум. «Vîrsta de aur a anticipației românești») (Румунія) за редакцією Йона Хобани
2. «Людина, яка називала себе По» (англ. «The Man Who Called Himself Poe»)  (США) за редакцією Сема Московиця[113]
3. «Найкраща наукова фантастика року, Вип. № 2[en]» (англ. «The Year's Best Science Fiction No. 2») (Англія) за редакцією Гаррі Гаррісона та Браєна Олдіса
4. «Найкраща наукова фантастика світу: 1969[en]» (англ. «World's Best Science Fiction: 1969») (США) за редакцією Дональда Е. Воллгайма та Террі Карра[en]
5. «Нове написане в НФ 14[en]» (англ. «New Writings in SF 14») (Англія) за редакцією Едварда Джона Карнелла[en]
6. «Нове написане в НФ 15[en]» (англ. «New Writings in SF 15») (Англія) за редакцією Едварда Джона Карнелла[en]
7. «Нове написане в НФ 16[en]» (англ. «New Writings in SF 16») (Англія) за редакцією Едварда Джона Карнелла[en][114]
8. «Оповідання премії «Неб'юла» 4[en]» (англ. «Nebula Award Stories 4») (США, видано в Англії) за редакцією Пола Андерсона[115]
9. «Орбіта[en] 5» (англ. «Orbit 5») (США) за редакцією Деймона Найта[116]
10. «Пустеля зірок: Оповіді людини в конфлікті з космосом» (англ. «A Wilderness of Stars: Stories of Man in Conflict with Space»)  (США) за редакцією Вільяма Ф. Нолана[117]
11. «Темні зорі» (англ. «Dark Stars»)  (США) за редакцією Роберта Сілверберга[118]

### Вперше видані нехудожні книги науково-фантастичного та футурологічного характеру

#### Критичні роботи на фантастичні теми

##### Критичні роботи про життя та творчість письменників фантастів
1. Лайтон Годсон (англ. Leighton Hodson) «Вільям Ґолдінг» (англ. «William Golding»)[119][120]
2. Едвард Вагенкнехт[en] (англ. Edward Wagenknecht) «Вільям Дін Говеллз[en]: Дружній погляд» (англ. «William Dean Howells: The Friendly Eye») (США)[121][122]
3. Віллард Чарльз Поттс (англ. Willard Charles Potts) «Г. Дж. Веллс в романі» (англ. «H. G. Wells on the Novel») (США)[123]
4. Ловат Діксон[en] «Г. Дж. Веллс: його бурхливе життя і часи» (англ. «H.G.Wells: His Turbulent Life and Times»)[120]
5. Х'юґо Макферсон (англ. Hugo McPherson) «Готорн як міфотворець» (англ. «Hawthorne as Myth-Maker») (Канада)[124]
6. Помпео Джаннантоніо (італ. Pompeo Giannantonio) «Данте та алегоризм» (італ. «Dante e l'allegorismo») (Італія)[125][126]
7. Інна Бернштейн[ru] «Карел Чапек. Творчий шлях» (рос. «Карел Чапек. Творческий путь») (Російська РФСР)
8. Лайон Спрег де Кемп та Джордж Скітерс «Книга мечів Конана» (англ. «The Conan Swordbook») (США)
9. Пітер Кріфт (англ. Peter Kreeft) «К. С. Льюїс: критичний нарис» (англ. «C.S. Lewis: A Critical Essay») (Англія)[127]
10. Сестра Лора Енн Кіньйонес (англ. Lora Ann Quiñonez) «Концепція людини в типових антиутопічних романах» (англ. «The Concept of Man in Representative Dystopian Novels») (США)[120]
11. Марджорі Мічофф Міллер (англ. Marjorie Mithoff Miller) «Машина у майбутньому: Людина та технології у науковій фантастиці Ісаака Азімова» (англ. «Machine in the Future, The: Man and Technology in the Science Fiction of Isaac Asimov») (США)[128]
12. Вільям Лютер Вайт (англ. William Luther White) «Образ людини в К. С. Льюїса» (англ. «The Image of Man in C.S.Lewis») (Англія)[129]
13. Гарольд Г. Воттс (англ. Harold H.Watts) «Олдос Гакслі» (англ. «Aldous Huxley») (США)[130]
14. Джером Томас Мек'є (англ. Jerome Thomas Meckier) «Олдос Гакслі: сатира та структура» (англ. «Aldous Huxley: Satire and Structure») (США)[131]
15. «Тіні уяви: фантазії К.С.Льюїса, Дж. Р.Толкіна та Чарльза Вільямса» (англ. «Shadows of Imagination: The Fantasies of C.S.Lewis, J.R.R.Tolkien and Charles Williams») (США) за редакцією Марка Р.Гіллегаса (англ. Mark R.Hillegas)[132]
16. Робін С. Джонсон (англ. Robbin S. Johnson) "Утопія, ідеали та ілюзії «Мора» (англ. «More's "Utopia", Ideal and Illusion»)[133]
17. Роберт Воррен Сазерленд-молодший (англ. Robert Warren Sutherland, Jr.) «Політичні ідеї Джорджа Орвелла: Одісея ліберала у ХХ-му сторіччі» (англ. «The Political Ideas of George Orwell: A Liberal's Odyssey in the Twentieth Century»)[134]
18. Кирил Клеменс (англ. Cyril Clemens) «Честертон, яким його бачили сучасники» (англ. «Chesterton as Seen by His Contemporaries») (США)[135]

###### Перевидання
1. Р. Ґлинн Ґриллз[en] (англ. Rosalie Glynn Grylls) «Мері Шеллі: життєпис» (англ. «Mary Shelley: A Biography») (США)[136]

##### Критичні роботи про теми, сюжети та історію розвитку фантастики
1. Гілда Нельсон (англ. Hilda Nelson) «Деякі паралелі між фантастичними творами ХІХ століття та сюрреалізмом» (англ. «Some Parallels Between the Conte fantastique of the Nineteenth Century and Surrealism») (США)[137]
2. Ришард Хандке (пол. Eugene Roddenberry) «Польська науково-фантастична проза: проблеми поетики» (пол. «Polska proza fantastyczno-naukowa : problemy poetyki»)[138][139][140]
3. Гаррі Ворнер-молодший[en] (англ. Harry Warner, Jr.) «Усі наші вчорашні дні[en]» (англ. «All Our Yesterdays») (США)[141]

### Науково-фантастичні фільми, зйомки яких було завершено
1. «Я вбив Ейнштейна, панове!» (англ. «Zabil jsem Einsteina, pánové!») — (Чехія), режисера Теда В. Майклза[en] за сценарієм Йозеф Несвадби, Мілоша Мацоурек[cs] та Олдржиха Липського[cs][142].

### Науково-фантастичні фільми, що вперше з'явилися на екранах
1. «Бразилія, рік 2000-й[en]» (порт. «Brasil Ano 2000»)  (Бразилія[en]), режисера Волтера Ліма-молодшого[en] за його ж сценарієм з Анесі Роша[pt] у головній ролі[143]. Прем'єра фільму відбулася у травні у Франції.
2. «Вікна часу» (угор. «Az idö ablakai») , (Угорщина[en]),[144][145][146][147], режисера Тамаша Феєра[hu] за сценарієм Люка Каралля (угор. Luca Karall)[148]. Прем'єра фільму відбулася 22 жовтня.
3. «Вторгнення» (ісп. «Invasión») Аргентина, режисера Уго Сантьяго[ru] за сценарієм Адольфо Бйой Касареса, Хорхе Борхеса та Уго Сантьяго[ru]. Прем'єра фільму відбулася 16 жовтня в Аргентині[149]
4. «Гладіатори[en]» (швед. «Gladiatorerna») , Швеція, режисера Пітера Воткінса[en] за сценарієм Пітера Воткінса та Ніколаса Ґослінґа[150]. Прем'єра фільму відбулася 25 червня.
5. «Ґодзілла, Мінілла, Габара: Атака усіх чудовиськ» (яп. «ゴジラ • ミニラ • ガバラ オール 怪獣大進撃») (Японія), режисера Ісіро Хонда за сценарієм Сіньїчі Секізава[en]. Прем'єра стрічки відбулася 20 грудня[151].
6. «Доппельґанґер[en]» (англ. «Doppelgänger») , Велика Британія, режисера Роберта Перріша[en] за сценарієм Дональда Джеймса[en], Джеррі та Сільвії Ендерсонів[en] за участі Тоні Вільямсона[en][152]. Прем'єра фільму відбулася 27 серпня у США.
7. «Загублені» (англ. «Marooned») , США, фантастична драма режисера Джона Стерджеса за сценарієм Мейо Симона[en] на основі однойменного[en] роману Мартіна Кейдіна[153]. Прем'єра фільму відбулася 11 грудня.
8. «Заморожений» (фр. «Hibernatus»)  (Франція, Італія), режисера Едуара Молінаро за сценарієм Жака Вілфріда[fr], Луї де Фюнеса та Жана Халена[fr] на основі п'єси Жана-Бернара Люка[fr].[154]. Прем'єра фільму відбулася 10 вересня у Франції.
9. «Зміна розуму[en]» (англ. «Change of Mind») , США сатирико-фантастичний фільм режисера Роберта Стівенса[en] за сценарієм Діка Вессона[en] та Сілеґа Лестера (англ. Seeleg Lester)[155]. Прем'єра фільму відбулася 8 жовтня у США.
10. «Капітан Немо та підводне місто[en]» (англ. «Captain Nemo and the Underwater City») — (Велика Британія), режисера Джеймса Гілла[en] за сценарієм Роберта Райта Кемпбелла[en], Піп та Джейн Бейкер[en], екранізація роману «Двадцять тисяч льє під водою» (фр. Vingt mille lieues sous les mers — Жуля Верна[156]. Прем'єра фільму відбулася 21 грудня у Німеччині.
11. «Комп'ютер носив взуття для тенісу[en]» (англ. «The Computer Wore Tennis Shoes») , (США), фантастична комедія режисера Роберта Батлера[en] за сценарієм Джозефа Л. Мак-Івіті[fr] та Сілеґа Лестера (англ. Seeleg Lester)[157]. Прем'єра фільму відбулася 24 грудня у США.
12. «Людина, яка думала про речі[da]» (дан. «Manden der tænkte ting»)  Данія, режисера Єнса Равна[da] за сценарієм (Хенріка Штанґерупа[da] та Єнса Равна, екранізація роману Вальдемара Хольста (дан. «Valdemar Holst»)[158][159]. Прем'єра фільму відбулася 9 травня у Данії.
13. Розмальована людина[en]  (США), режисера Джека Шмідта[en] за сценарієм Говарда Б. Крайчека (англ. Howard B. Kreitsek) на основі трьох оповідань з однойменної збірки[en] (англ. «The Illustrated Man», 1951) Рея Бредбері[160]. Прем'єра фільму відбулася 26 березня у США.
14. «Спостерігачі[en]» (англ. «The Monitors») , (США) сатирико-фантастичний фільм режисера Джека Ши[en] за сценарієм Майрона Дж. Ґолда (англ. Myron J. Gold) на основі однойменного роману («англ. The Monitors») Кіса Ломера[161]. Прем'єра фільму відбулася 8 жовтня у Нью-Йорку (США).
15. «Стерео[en]» (англ. «Stereo»)  (Канада), режисера Дейвіда Кроненберґа за його ж сценарієм[162]. Прем'єра фільму відбулася 23 червня.
16. «Франкенштайна має бути знищено[en]» (англ. «Frankenstein Must Be Destroyed») — (США), режисера Теренса Фішера[en] за сценарієм Берта Батта на основі сюжету Ентоні Нельсона Кіз[en][163]. Прем'єра фільму відбулася 22 травня.
17. «Час троянд» (фін. «Ruusujen aika»)  (Фінляндія), режисера Рісто Ярва[en] за сценарієм Пітера фон Бага[en], Рісто Ярва та Яакко Паккасвірта[en][159][164]. Прем'єра фільму відбулася 7 лютого.

### Науково-фантастичні мультфільми, що вперше з'явилися на екранах
1. «Бембі зустрічає Годзіллу» (англ. «Bambi Meets Godzilla») — (Канада), режисера Марва Ньюленда[en] за його ж сценарієм.[165].
2. ««Летючий корабель-привид» (яп. 空飛ぶゆうれい船, Сора тобу ю:рэйсэн)» — (Японія), режисера Хіроші Ікеда[de] за сценарієм Хіроші Ікеда, Сьотаро Ісіноморі[en] та Масакі Цуджі[en][165].

### Науково-фантастичні телесеріали, що вперше з'явилися на телеекранах
1. «Секретна служба[en]» (англ. «The Secret Service») — (Велика Ьританія), режисерів Джеррі, Сильвії[en] Ендерсонів. Прем'єра телесеріалу відбулася 21 вересня.
2. «Безсмертний[en]» (англ. «The Immortal») — (США), режисера Роберта Спекта (англ. Robert Specht) за його ж сценарієм. «Пілот» є екранізацією роману Джеймса Е. Ґанна Безсмертні[fr] (англ. «The Immortals»). Прем'єра пілотної серії телесеріалу відбулася 30 вересня[166][167].

### Науково-фантастичні мультсеріали, що вперше з'явилися на телеекранах
1. «Кленгери[en]» (англ. «Clangers») — (Велика Ьританія) Олівера Постґейта[en] Ендерсонів. Прем'єра стрічки відбулася 16 листопада.

## Проведені науково-фантастичні конвенції
1. 27-а всесвітня конвенція наукової фантастики[en], 28 серпня — 1 вересня, Чез Парк Плаза Готель[en] (Сент-Луїс, Міссурі, США).

## Вручені премії фантастики
1. «Премія Г'юґо» (англ. «Hugo Award») (міжнародна) у номінаціях:
- «найкраще оповідання»
- «найкращу коротку повість»
- «найкращу повість»
- «найкращий роман»
- Найкращий професійний журнал[en]
- Найкращому письменнику-аматору
- Найкращому професійному художнику
- Найкращому митцю-аматору[en]

2. «Неб'юла» (англ. «Nebula Award») (США) у номінаціях:
- «найкраще оповідання»
- «найкращу коротку повість»
- «найкращу повість»
- «найкращий роман»

3. Меморіальна премія імені Едварда Е. Сміта «Небесний жайворонок» (США) за внесок до жанру — Гол Клемент
4. «Премія Британської науково-фантастичної асоціації» (англ. «British Science Fiction Association Award, BSFA Award») (Велика Британія) у номінаціях:
- «найкращий роман»

### Інші премії, вручені за фантастичні твори

#### «Оскара»
1. «Космічна одіссея 2001 року» (англ. 2001: A Space Odyssey) — (Велика Британія) режисера Стенлі Кубрика. Найкращі спецефекти.
2. «Планета мавп» (англ. «Planet of the Apes») — (США) режисера Франкліна Шеффнера, Джон Чемберс[en] «Почесний „Оскар“ у номінації „найкраща маска“
3. „Чарлі“ (англ. «Charly»)  (США) режисера Ральфа Нельсона[en], в номінації „найкращий виконавець головної ролі“ Кліфф Робертсон.

#### „Золотий глобус“
1. „Чарлі“ (англ. «Charly»)  (США) режисера Ральфа Нельсона[en] в номінації „найкращий сценарій“ — Стерлінга Сілліфанта

## Цього року померли
1. 11 березня у Пітерсфілді[en] (графство Гемпшир) Джон Віндем (англ. John Wyndham) (1903—1969), письменник-фантаст, (Англія), на 66-му році життя
2. 11 березня у Лос-Анджелесі (штат Каліфорнія) Артур К. Барнс[en] (англ. Arthur K. Barnes) (1911—1969), письменник-фантаст, (США), у віці 58 років
3. 13 червня у Щмаленбеці (земля Шлезвіг-Гольштейн) Ганс Райсманн[de] (нім. Hans Reimann) письменник (1889—1969), (Німеччина, ФРН), у віці 84 роки

## Цього року народилися
1. 12 січня у Саутпорті (графство Мерсісайд) Дейвід Мітчелл (англ. David Mitchell), письменник-фантаст (Англія)
2. 8 лютого в Ралі (Північна Кароліна) Мері Робінетт Коваль[en] (англ. Mary Robinette Kowal), письменниця-фантаст українського походження (США)
3. 22 березня у Іпсіланті (штат Мічиган) Александр Ірвайн[ru] (англ. Alexander Irvine), письменник-фантаст (США)
4. 10 травня у Фейрфілді (округ Солано, штат Каліфорнія) Джон Скальці (англ. John Scalzi), письменник-фантаст (США)
5. 19 липня у Маямі ((штат Флорида)) Келлі Лінк (англ. Kelly Link), письменниця-фантаст (США)
6. 27 вересня у Бамберзі (земля Баварія) Таня Кінкель[de] (нім. Tanja Kinkel), письменниця-фантаст (Німеччина)
7. 14 листопада у Альбукерке Деніел Абрагам (англ. Daniel Abraham), письменник-фантаст (США)

## Цього року дебютували у науковій фантастиці
Джерело.
1. Террі Біссон (США) (1942 —) з оповіданням „Жаба-матінка“ (англ. «Mother Toad»), у співавторстві з Берні Райтсоном (англ. «Bernie Wrightson») (1948—2017), травень[169]
2. Жюст ван Брюссель[nl] (Бельгія) (1924—2015) з романом „Кільце“ (нід. «De ring»)[44]
3. Роберт Вайнберґ[en] (США) (1946—2016) з оповіданням „Руйнівник“ (англ. «Destroyer»), травень[170]
4. Ієн Вотсон[en] (Англія) (1943 —) з оповіданням „Критий садок за Сатурном“ (англ. «Roof Garden Under Saturn»), листопад[171]
5. Вільям Гйортсберг (США) (1941—2017) з романом „Гірська вершина“ (англ. «Alp»)[172]
6. Джо Голдемен (США) (1943 —) з оповіданням „Поза фазою“ (англ. «Out of Phase»), січень[173]
7. Василь Головачов (Українська РСР) (1948 —) з оповіданням „Еволюція“ рос. «Эволюция», січень[174]
8. Сьюзетт Гейден Елджин (США) (1936—2016) з короткою повістю „Заради благодаті“ (англ. «For the Sake of Grace»), травень[175]
9. Дейвід Кемптон[en] (Англія) (1924—2006) з оповіданням „Фантазії Олдермана Стреттона“ (англ. «Alderman Stratton's Fancy»)[176]
10. Дж. Браєн Кларк (англ. J. Brian Clarke) (США) (1928 —) з короткою повістю „Артифакт“ (англ. «Artifact»), травень[177]
11. Віктор Колупаєв (Російська РФСР) (1936—2011) з оповіданням «Квиток до дитинства» рос. «Билет в детство», січень[174]
12. Майкл Дж. Коуні (США) (1932—2005) «Шосте чуття» (англ. «Sixth Sense»)[178]
13. Александер Крьоґер[de] (НДР Німеччина) (1934—2016) з романом «Семеро впало з небес» (англ. «Sieben fielen vom Himmel»), 28 жовтня[87]
14. Жаклін Ліхтенберґ[en] (США) (1942 —) з оповіданням «Операція „Високий час“» (англ. «Operation High Time»), січень[179]
15. П'єр Марлсон (США) (1935—2011) з оповіданням «Помста Клоріани» (фр. «Vengeance de Cloriane»), січень[180]
16. Герберт Розендорфер (ФРН, Німеччина, Італія) (1934—2012) з романом «Архітектор руїн» (нім. «Der Ruinenbaumeister»), січень[181]
17. Вільям Ротслер (США) (1926—1997) з оповіданням «Папери Конга» (англ. «The Kong Papers»), у співавторстві з Гарланом Еллісоном (англ. «Harlan Ellison») (1934—2018),[182]
18. Крістофер Сташефф[en] (США) (1944—2018) з романом «Чорнокнижник проти волі[en]» (англ. «The Warlock in Spite of Himself»), грудень[101]
19. Анджей Стофф[pl] (Польща) (1947 —) з оповіданням «Проїздом через Ітаку» (пол. «Przejazdem przez Itakę»)[183]
20. Ларрі Таунсенд[en] (США) (1930—2008) з романом «2069-й рік» (англ. «2069»)[1]
21. Стів Чепмен[en] (США) (1951—2014) з оповіданням «Тестування … Один, два, три, чотири» (англ. «Testing ... One, Two, Three, Four») (1948—2017), грудень[184]
22. Челсі Квін Ярбро (США) (1942 —) з оповіданням «Постава пророцтва» (англ. «The Posture of Prophecy»), січень[185]